# Цахац-Кар
Цахац Кар — релігійний комплекс з двох церков — церкви Св. Ованеса і Св. Карапета. Комплекс розташований у Вайоцдзорському марзі Вірменії (за 6 км від села Ехегіс), був побудований в X столітті.  Навколо них — кладовище: хачкари, прикрашені витіюватою різьбою. Оскільки монастир являв собою велику феодальну організацію, були тут колись і господарські будівлі, олійниця тощо. Всі вони знищені часом.
За переказами, ансамбль Цахац Кара, споруджений високо в горах, служив у важкі хвилини форпостом столиці Сюнікського князівства Великої Вірменії. Її стародавні споруди видно вже з перешийка хребта, коли подолано половина спуску від Цахац Кара. Якщо уважно придивитися, тут, в горах, можна знайти залишки водопроводу, який живився джерелами Цахац Кара. Але постачав він водою аж ніяк не Сюнікську столицю Ехегіс, а фортецю Смбатаберд, зведену на тому ж хребті.
Щодо нинішнього стану комплексу потрібно відзначити, що, піднімаючись пішки на гору (так звану «автомобільну дорогу» може подолати тільки гусеничний транспорт, БТР на колесах точно застрягне), на перший погляд, складається враження, ніби Цахац Кар реставрується. Але оптичний обман відразу тане, як тільки підходиш близько. Тоді радість і змінюється враженням, ніби реставраційні атрибути знаходяться тут з незапам'ятних часів. Тим не менш, навіть руїни комплексу дуже цікаві й мальовничі.
Комплекс складається з двох груп пам'яток:
- Західної (давнішої) — з двома церквами Богородиці (побудована в Х ст.) і Св. Ованнеса.
- Східної — з церквою Св. Карапета, що являє собою купольний зал (1041 р.), і склепінчастою церквою Св. Знамення, побудованої в тому ж році (вона має з західного боку прямокутну в плані усипальницю з надбудованою маленькою каплицею на покрівлі)

## Ресурси Інтернету
- Є непогані фотографії [Архівовано 19 квітня 2014 у Wayback Machine.]